# Annemarie von Auerswald
Annemarie von Auerswald (* 9. November 1876 in Rinkowken; † 3. Mai 1945 in Heiligengrabe) war eine deutsche Stiftdame, Schriftstellerin und Museumsleiterin.

## Leben
Auerswalds Eltern waren der preußische Rittmeister a. D. Hans Sigismud von Auerswald und dessen Frau Martha, geb. Nehring, gen. v. Szerdahelyi. Annemarie von Auerswald besuchte eine Höhere Töchterschule in Berlin und begann im Jahr 1900 ihre schriftstellerische Tätigkeit. Seit 1905 war sie als Kunstkritikerin für verschiedene Zeitungen tätig, in denen sie auch eigene Novellen veröffentlichte. Sie war von 1909 bis 1914 Sekretärin der Äbtissin im Kloster Stift zum Heiligengrabe; dort half sie auch beim Aufbau des Museums. Im Ersten Weltkrieg arbeitete sie als Rot-Kreuz-Schwester in verschiedenen Lazaretten im Nahen Osten. 1919 kehrte sie ins Kloster zurück und wurde dort Leiterin des „Heimatmuseums für die Prignitz“. Sie nahm daneben an Ausgrabungen teilnahm und vertrat bereits lange vor 1933 ein völkisches Vorgeschichtsbild. Sie wurde wesentlich geprägt durch Gustaf Kossinna, Professor für "Deutsche Archäologie", dessen Vorlesungen sie an der Universität Berlin hörte. 
Nach ihr ist der bedeutendste paläontologische Fund der Prignitz benannt, das Xenusion auerswaldae.
Von 1924 bis 1925 war Annemarie von Auerswald Hilfsarbeiterin an der Staatlichen Abteilung des Völkerkundemuseums in Berlin. 1933 wurde sie in den Vorstand des Brandenburgischen Museumsverbandes berufen.
Von Auerswald war seit Dezember 1931 Mitglied der NSDAP (Nr. 863.166). Sie wurde am 3. Mai 1945 bei der Besetzung Heiligengrabes durch russische Truppen erschossen, nachdem sie dem Kommandanten mit dem Hitlergruß entgegengetreten sein soll (laut Tagebuchaufzeichnung einer anderen Stiftsdame). Einer anderen Version zufolge hat sie sich an diesem Tag selbst das Leben genommen. Sie wurde auf dem Friedhof des Stifts zum Heiligengrabe anonym begraben.
Ein Teil ihrer Werke wurde 1946 auf die Liste der auszusondernden Literatur in der Sowjetischen Besatzungszone gesetzt.

## Werke

### Biographien von Schriftstellern
- Willibald Alexis, sein Leben und seine Werke. In: Willibald Alexis' historische Romane, Bd. 1: Der falsche Woldemar. A. Weichert, Berlin 1900, S. 3–40 (Digitalisat).
- [Biographische Einleitung]. Theodor Körners sämtliche Werke in zwei Bänden. Weichert, Berlin 1902.
- Franz von Gaudy: eine Biographie. In: Franz Freiherrn von Gaudys poetische und prosaische Werke. Weichert, Berlin 1902.
- [Biographische Einleitung]. In: Ferdinand Raimund, Dramatische Werke in drei Büchern. Weichert, Berlin 1905.

### Erzählungen, Gedichte, Romane und Jugendbücher
- Das Bild. Eine Advents-Erzählung. In: Westermanns illustrierte deutsche Monatshefte. Ein Familienbuch für das gesamte geistige Leben der Gegenwart 97, 1904/05, 382-393.
- Das letzte Lied [Gedicht]. In: Westermanns illustrierte deutsche Monatshefte. Ein Familienbuch für das gesamte geistige Leben der Gegenwart 99, 1905/06, 484.
- Lebenswerte. Roman, Schwerin, Verlag Friedrich Bahn 1909.
- Der Lokomotivführer. Die Brüder. Zwei Erzählungen. Schwerin, Verlag Friedrich Bahn 1910.
- Konradshöhe. Die Geschichte einer Gutsfrau (Berlin-Lichterfelde : Runge, [1916]).
- Drei Geschichten aus der Heimat. Das Königsgrab, Inspektor Stier, Lehrer Hans Heineken. Prignitzer Volksbücher 60/61 (Pritzwalk: A. Tienken 1925).
- Der Tischlergeselle (Berlin-Dahlem: Wichern-Verl., [1927]).
- Schritte eines Wanderers (Berlin-Dahlem : Wichern-Verlag, 1925)
- Mondnächte in Palästina (Berlin-Lichterfelde: Runge 1920).
- Meine Fahrt ins Heilige Land. In: Mitteilungen des Bundes der Asienkämpfer 11, 1929, S. 29–32; S. 40–43.
- Erinnerungen aus türkischen Lazaretten. In: Elfriede von Pflugk-Harttung (Hrsg.), Frontschwestern. Ein deutsches Ehrenbuch. Deutsche Taten im Weltkrieg 1914/1918. Band 21 (Berlin: Bernard & Graefe 1936) 289-293.
- Die Tochter des Ratsherrn. Das kleine Buch Nr 26 (Gütersloh: Bertelsmann, 1935).
- Björn. Eine Erzählung aus der Eisenzeit. Dresden : Meinhold & Söhne, 1938.
- Sonnwill. Eine Erzählung aus der Germanenzeit, Dresden : Meinhold & Söhne1938
- Das Radkreuz. Eine Erzählung aus der Germanenzeit, 1939
- Heresgast. Eine Erzählung aus germanischer Vorzeit. Dresden : Meinhold Verlagsges., 1940
- Frau aus fremdem Volk, Dresden Meinhold Verlagsges. 1941
- Thomas in Irland, Berlin: Junge Generation 1941
- Kampf um Irland. Eichblatt-Bücher. Leipzig: Eichblatt, 1943
- Die Tochter vom Gerwartshof, Berlin: Junge Generation 1942[4]
- Der Ahnen Sohn. - Dresden : Meinhold Verlagsges., 1943
- Die ewige Ordnung. Germanenleben in der Broncezeit, Berlin: Junge Generation 1943

### Werke zu Geschichte und Archäologie
- Unser Heimatmuseum. Mitteilungen des Vereins zur Förderung der Heimatforschung und des Heimatmuseums für die Prignitz in Heiligengrabe 1, 1913, Seite 2-3
- Das Königsgrab von Seddin. Mitteilungen des Vereins zur Förderung der Heimatforschung und des Heimatmuseums für die Prignitz in Heiligengrabe 1, 1913, Seite 20-21.
- Ein alter Ofen im Heimatmuseum. Mitteilungen des Vereins zur Förderung der Heimatforschung und des Heimatmuseums für die Prignitz in Heiligengrabe 3, 1913, Seite 31-32.
- Zwei Briefe vom Leipziger Schlachtfeld. Mitteilungen des Vereins zur Förderung der Heimatforschung und des Heimatmuseums für die Prignitz in Heiligengrabe 4, 1913, Seite 37-39.
- Die Hinrichtung. Ein Kulturbild. Mitteilungen des Vereins zur Förderung der Heimatforschung und des Heimatmuseums für die Prignitz in Heiligengrabe 5, 1915, Seite 51-57.
- Feldbriefe aus den Befreiungskriegen. Mitteilungen des Heimat- und Museumsvereins in Heiligengrabe 2,2, 1916, Seite ##-##.
- Feldriefe aus den Befreiungskriegen (Fortsetzung). Mitteilungen des Heimat- und Museumsvereins in Heiligengrabe 2,3, 1916, Seite 33-##.
- Führung durch das Museum. Mitteilungen des Heimat- und Museumsvereins in Heiligengrabe 4, 1, 1920, Seite 7-11.
- Führung durch das Museum. Mitteilungen des Heimat- und Museumsvereins in Heiligengrabe 4, 2, 1920, Seite 23-27.
- Kloster Heiligengrabe. Seine Geschichte in 12 Bildern (Pritzwalk: Adolf Tienken, Heimatschriftenverl. 1921).
- Führung durch das Museum. Bronzezeit. Mitteilungen des Heimat- und Museumsvereins in Heiligengrabe 6 (1922), 1, Seite 5-9.
- Die Blumenthaler Töpferei, ein Stück Prignitzer Heimatkunst. Mitteilungen des Heimat- und Museumsvereins in Heiligengrabe 6 (1922), 1, Seite 10-13.
- Urnenfunde in Kemnitz. Mitteilungen des Heimat- und Museumsvereins in Heiligengrabe 6 (1922), 1, Seite 22-23.
- Ein Prignitzer [Nachruf Otto Jaap]. Mitteilungen des Heimat- und Museumsvereins in Heiligengrabe 6(1922), 1, Seite 24-25.
- Aus der Museumsarbeit und dem Vereinsleben. Mitteilungen des Heimat- und Museumsvereins in Heiligengrabe 6(1922), 1, Seite 26-28.
- Ausgrabung in Heiligengrabe. Mitteilungen des Heimat- und Museumsvereins in Heiligengrabe 7 (1924), 3, Seite 38-42.
- Ein steinzeitlicher Urnenfund in Heiligengrabe. Mitteilungen des Heimat- und Museumsvereins in Heiligengrabe 7(1924), 3, Seite 42-43.
- Eine alte Dorfstelle in Wittstock. Mitteilungen des Heimat- und Museumsvereins in Heiligengrabe 7 (1924), 3, Seite 43-45.
- Aus der Museumsarbeit und dem Vereinsleben. Mitteilungen des Heimat- und Museumsvereins in Heiligengrabe 7 (1924), 3, Seite 45-48.
- Die Ausgrabung am Leipziger Berge in Heiligengrabe. Mitteilungen des Heimat- und Museumsvereins in Heiligengrabe 8, 1925, 1, Seite 7-11.
- Ausgrabung in Wulfersdorf. Mitteilungen des Heimat- und Museumsvereins in Heiligengrabe 8, 1925, 1, Seite 11-12.
- Ausgrabung in Blesendorfe. Mitteilungen des Heimat- und Museumsvereins in Heiligengrabe 8, 1925, 1, Seite 12-13.
- Funde aus der Prignitz Mitteilungen des Heimat- und Museumsvereins in Heiligengrabe 8, 1925, 1, Seite 13-14.
- Führung durch das Museum. Mitteilungen des Heimat- und Museumsvereins in Heiligengrabe 8, 2/3, 1925, 24-28
- Altertumsfunde in Todtenkopf, Kr. Westprignitz: gelegentlich des Chausseebaus Kümmernitz-Behlgast im Sommer 1925: Fundberichte. Mitteilungen des Heimat- und Museumsvereins in Heiligengrabe 8, 2/3, 1925, Seite 29-34.
- Jahresbericht. Mitteilungen des Heimat- und Museumsvereins in Heiligengrabe 8, 2/3, 1925, 34-35.
- Prignitzer Funde aus der Steinzeit. Mitteilungen des Heimat- und Museumsvereins in Heiligengrabe 9, 1/2, 1926, Seite 8-11.
- Unsere Ausgrabungen. Mitteilungen des Heimat- und Museumsvereins in Heiligengrabe 9, 1/2, 1926, Seite 18-21
- Aus der Museumstätigkeit. Mitteilungen des Heimat- und Museumsvereins in Heiligengrabe 9, 1/2, 1926, 22-23.
- Aus der Museumstätigkeit. Mitteilungen des Heimat- und Museumsvereins in Heiligengrabe 9, 3/4, 1926, 47-48.
- Gadenbeck. Mitteilungen des Heimat- und Museumsvereins in Heiligengrabe 10, 1/2, 1927, 1-3
- Nachruf! [Meta von Goddenthow] Mitteilungen des Heimat- und Museumsvereins in Heiligengrabe 10, 1/2, 1927, 4-5
- Aus der Museumstätigkeit. Mitteilungen des Heimat- und Museumsvereins in Heiligengrabe 10, 1/2, 1927, 26-27
- Aus der Museumstätigkeit. Mitteilungen des Heimat- und Museumsvereins in Heiligengrabe 10, 3/4, 1927, 53-56
- Fundnachrichten Brandenburg. Nachrichtenblatt für Deutsche Vorzeit 3 (1927), H. 7. S. 109-110.
- Das Hungertuch von Heiligengrabe. Brandenburgisches Jahrbuch 4, 1929, Seite 102-109.
- Funde aus der frühen Eisenzeit. Mitteilungen des Heimat- und Museumsvereins in Heiligengrabe 12 (1929), 1, Seite 55-75.
- Der Sadenbecker Burgwall. Mitteilungen des Heimat- und Museumsvereins in Heiligengrabe 13 (1930), Seite 56-58.
- Vom Hakenkreuz im Museum Heiligengrabe. Mitteilungen des Heimat- und Museumsvereins in Heiligengrabe 15/16, 1932/33, Seite 4-8.
- Das alte Brunnenhaus im Kloster Heiligengrabe: Funde bei den Auschachtungsarbeiten in Heiligengrabe. Mitteilungen des Heimat- und Museumsvereins in Heiligengrabe 15/16(1932/33), Seite 69-75.
- Neue germanische Friedhöfe in der Ostprignitz. Nachrichtenblatt für Deutsche Vorzeit 10 (1934), H. 9, S. 207-208.
- Lebendiges aus Museumsschränken, Germanen-Erbe 1, 4, 1936, 115-117.
- Was müssen wir von der Deutschen Vorgeschichte wissen? (Dresden 1938).
- Zwei Friedhöfe der großgermanischen Zeit in der Ostprignitz, in: Germanen-Erbe 4, 1939, 264-268.
- Meinholds vorgeschichtliche Schulwandbilder / 3, Erl. [1941].